# Sleight of Hand (Prison Break)
Sleight of Hand este al  episod al serialului de televiziune Prison Break, al  al sezonului 1.